# Propodeum
Propodeum sau propodium este primul segment abdominal din Apocrita Hymenoptera (viespi, albine și furnici). Acesta este alipit cu toracele pentru a forma mezosoma. Este un singur mare sclerite, nedivizat, și poartă o pereche de spiracle (deschideri). Este puternic constrâns posterior pentru a forma articularea petiolului, și dă forma lor distinctivă. Poate exista o sutură între propodeum și torace, ca la subgenul simfite sau nu, iar prezența sau absența unei astfel de suturi poate ajuta la identificarea specimenelor.

## La moluște
Propodium este partea anterioară (frontală) a piciorului unei moluște.